# Секст Клавдий Петроний Проб
Вижте пояснителната страница за други личности с името Проб.
Секст Клавдий Петроний Проб (на латински: Sextus Claudius Petronius Probus; * Верона; † 390 г.) е политик на Римската империя през 4 век.

## Биография
Произлиза от знатната фамилия Петронии. Неговата фамилна гробница се намира наблизо до вероятния гроб на Апостол Петър. Син е на Петроний Пробин (консул 341 г.) и Клавдия/„Клодия“, сестра на Клодий Целсин Аделфий (praefectus urbi 351 г.).
Той става през 358 г. проконсул на провинция Африка. През 364 г. е преториански префект за Илирия и между 368 – 375 и 383 г. и за Италия и Африка, през 366 г. за Галия.
През 371 г. той е консул заедно с императорския син Грациан. Бяга 387 г. от узурпатора Магн Максим заедно с Валентиниан II на Изток при Теодосий I.
Той е християнин и е женен за християнската поетеса Аниция Фалтония Проба. Синовете му Флавий Аниций Хермогениан Олибрий и Флавий Аниций Пробин са заедно консули през 395 г., a Флавий Аниций Петроний Проб e консул през 406 г. Баща е и на Аниция Проба.
Той е прадядо по бащина линия на двама императора – Петроний Максим и Олибрий.